# Хан, Ханс (лётчик)
Ханс Хан (нем. Hans Hahn; 14 апреля 1914, Гота — 18 декабря 1982, Мюнхен) — немецкий лётчик-ас (108 побед), участник Второй мировой войны, кавалер Рыцарского Креста с Дубовыми Листьями.

## Биография
Начал военную службу в 1934 году в пехоте в качестве фанен-юнкера.
В ноябре 1935 года переведён в Люфтваффе, проходил лётную подготовку в учебной эскадрилье под командованием Вернера Мёльдерса, где получил звание лейтенанта.
Успешно занимался спортом, являлся кандидатом в национальную команду Германии по пятиборью на XI летних Олимпийских играх 1936 года в Берлине, но из-за болезни не принял участие в соревнованиях.
После окончания обучения служил в сформированной 4 января 1936 года 134-й истребительной авиационной эскадре «Horst Wessel», базировавшейся в районе Дортмунда.
1 ноября 1937 года был назначен на должность пилота-инструктора и командира 1-й эскадрильи в школе военных лётчиков в районе города Вернойхен.
В ноябре 1939 года в звании обер-лейтенанта назначен командиром 4-й эскадрильи вновь сформированной в Цербсте 2-й истребительной авиационной эскадры «Richthofen».
Первую победу в воздушном бою одержал в 1940 году в ходе Французской кампании, сбив два истребителя Hawker Hurricane. Был награждён Железным крестом 2-го (30 мая 1940 года) и 1-го (13 июня 1940 года) классов. В небе Франции и в период «Битвы за Британию» сбил 20 самолётов противника, за что 24 сентября 1940 года был награждён Рыцарским крестом Железного креста.
28 октября 1940 года в звании капитана был назначен командиром III группы 2-й истребительной авиационной эскадры «Richthofen», базировавшейся во Франции.

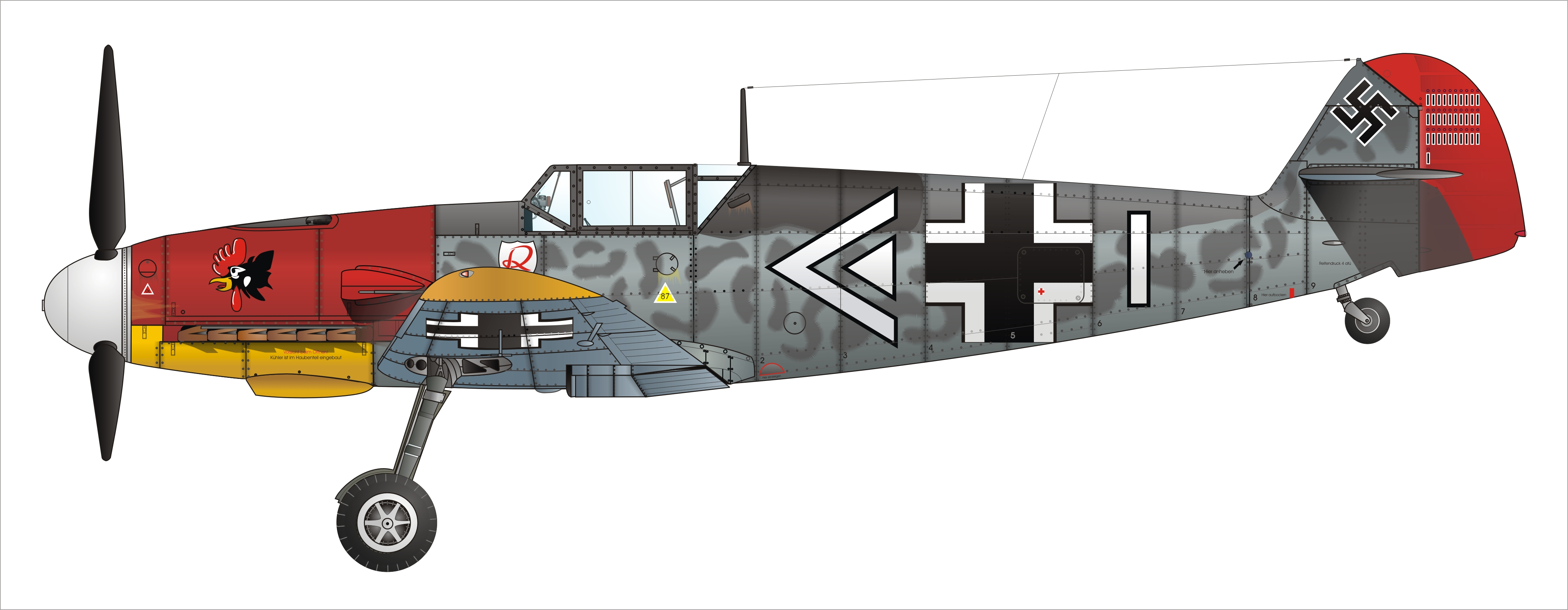
Messerschmitt Bf.109 F-2 Ханса Хана, 1941

14 августа 1941 года, за 41 победу в воздушных боях, удостоен Дубовых листьев к Рыцарскому Кресту (№ 32).
16 июля 1942 года награждён учреждённым в сентябре 1941 года Немецким крестом в золоте.
19 ноября 1942 года, имея на счету уже 68 сбитых самолётов, в звании майора был назначен командиром II группы 54-й истребительной авиационной эскадры «Grünherz», действовавшей на Восточном фронте под Ленинградом, и за три месяца боёв одержал ещё 40 побед.

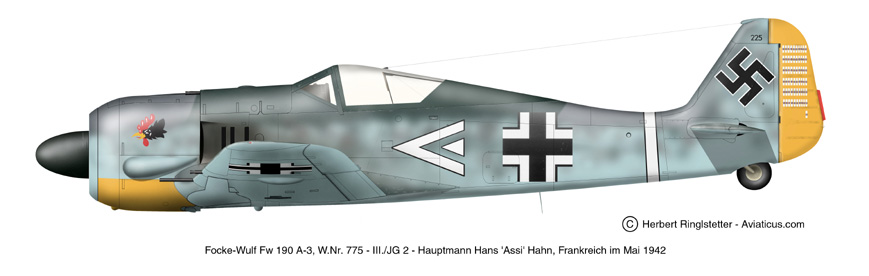
Focke-Wulf Fw 190 A-3 Ханса Хана, 1942

21 февраля 1943 года во время 560-го боевого вылета был сбит советским летчиком-истребителем старшим лейтенантом Гражданиновым Павлом Андреевичем  в районе города Демянск Новгородской области и был взят в плен.
После освобождения из плена в 1950 году возвратился в Германию. Несколько лет работал в химическом концерне «Bayer AG», затем (до 1977 года) — на пороховом заводе «WANO Schwarzpulver GmbH».
В 1951 году опубликовал воспоминания о своём плену в России, в 1953 году книга появилась во французском переводе.
Умер 18 декабря 1982 года в Мюнхене (ФРГ).